# الحاجب (عفرين)
حاجب  قرية سوريّة تتبع إداريّاً لمحافظة حلب منطقة عفرين ناحية مركز بلبل، بلغ تعداد سكانها 126 نسمة حسب التعداد السكاني لعام 2004.